# Wallfahrtskirche Pottenstein

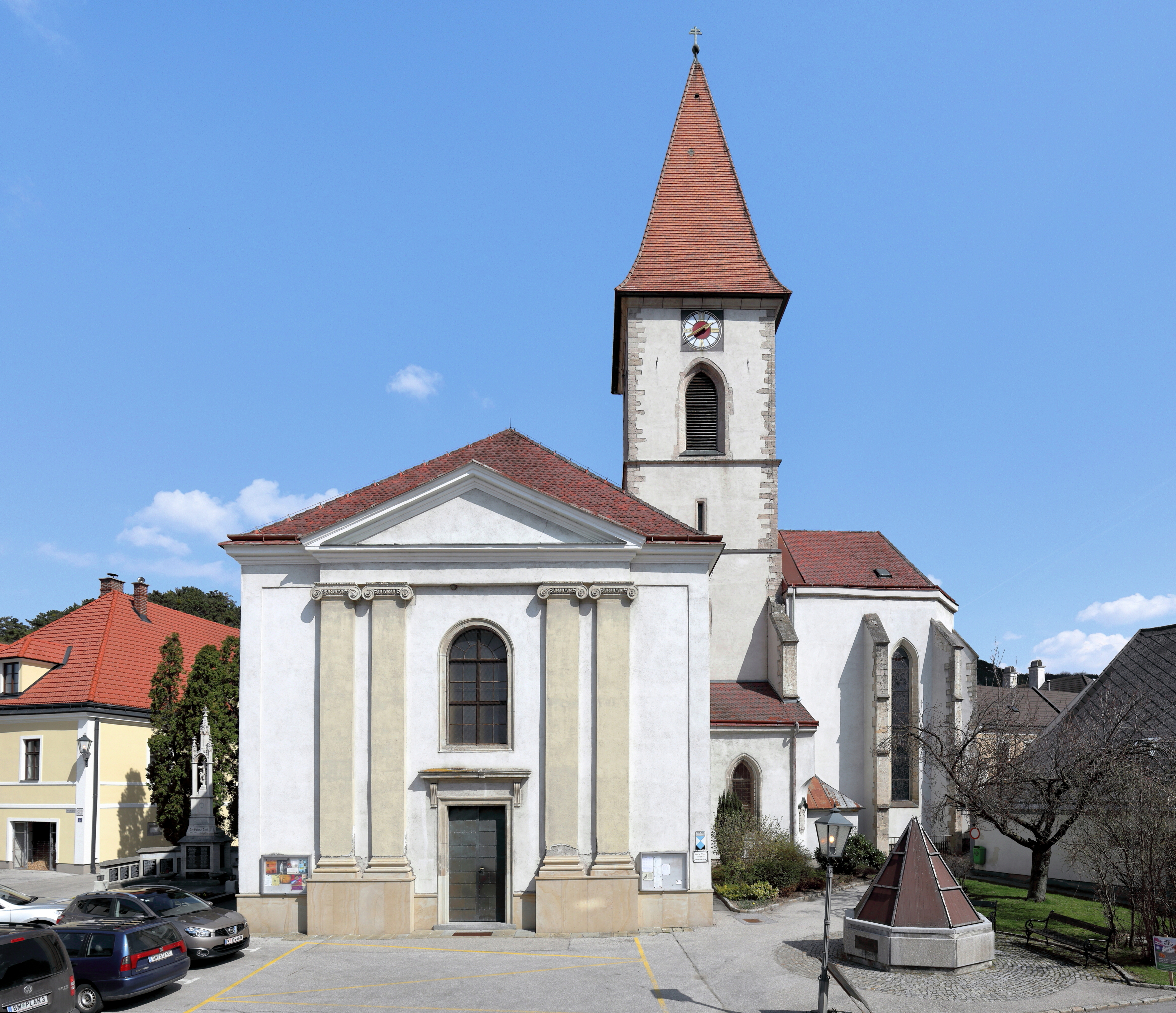
Katholische Pfarr- und Wallfahrtskirche Maria Trost im Elend in Pottenstein

Grundriss der Kirche

Die römisch-katholische Pfarr- und Wallfahrtskirche Pottenstein steht mittig in der ehemaligen Kirchsiedlung in der Marktgemeinde Pottenstein im Bezirk Baden in Niederösterreich. Die auf Maria Trost im Elend geweihte Pfarrkirche, Dekanatskirche und Wallfahrtskirche gehört zum Dekanat Pottenstein in der Erzdiözese Wien. Die Kirche steht unter Denkmalschutz.

## Geschichte
Für die Gründung der Mutterpfarre im Triestingtal durch das Bistum Passau wurde das 11. Jahrhundert angenommen, urkundlich wurde 1155 genannt. Die Pfarre stand bis ins 16. Jahrhundert unter landesfürstlichem Patronat und wurde als reiche Pfünde an Priester im Dienste des Landesfürsten verliehen. 1683 wurde die Kirche und Pfarrhof beim Großen Türkenkrieg niedergebrannt. Das Holz des Glockenstuhls verweist dendrochronologisch auf 1688, der Dachstuhl des Kirchendaches auf 1700/1709. Seit dem späten 17. Jahrhundert ist Pottenstein ein Wallfahrtsort. Von 1696 bis 1747 wurde die Pfarre vom Minoriten betreut. Unter Joseph II. (1783) erfolgte die Abtrennung der Pfarren St. Veit, Furth und Neuhaus, 1873 die Abtrennung von Weissenbach und 1885 von Berndorf.
Nach einem Holzbau wurde im 12. Jahrhundert ein romanischer steinerner Kirchenbau errichtet. Von dieser ist das Untergeschoß des Turmes bis heute erhalten. In der zweiten Hälfte des 14. Jahrhunderts wurde ostseitig ein gotischer polygonaler Chor angebaut, der Turm erhöht und wahrscheinlich ein Jahrhundert später die gotischen Seitenaltäre geschaffen. 1808 wurde das alte romanische Kirchenschiff abgerissen und durch ein schlichtes klassizistisches Kirchenschiff ersetzt, welches rechtwinkelig nach Norden ausgerichtet am Turm und zwei kleinen Seitenschiffen angebaut wurde.

## Architektur

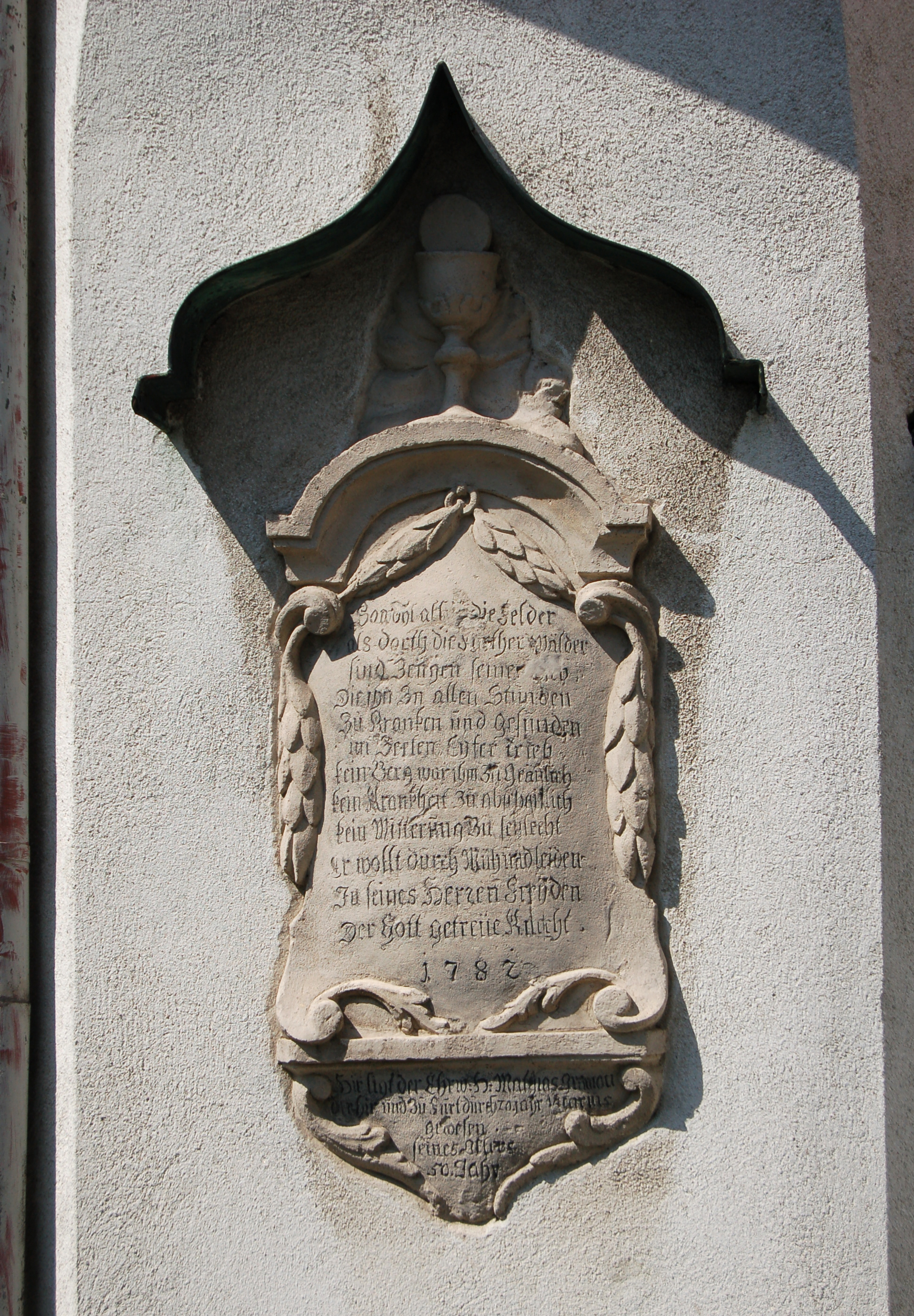
Priestergrabstein

Der östliche Chor mit einem Fünfachtelschluss zeigt sich außen mit einfachen nichtabgetreppten Strebepfeilern mit Wassernasen. Daran schließt der massive spätromanische Turm an, mit gotischen Obergeschoßen mit spitzbogigen Schallfenstern, unter einem steilen Walmdach. Der Turm wird nördlich und südlich von gotischen Seitenkapellen mit geradem Schluss flankiert. Im südlichen Chorwinkel steht ein kleiner Portalanbau aus dem Anfang des 19. Jahrhunderts, im nördlichen Chorwinkel steht ein Sakristeianbau aus der zweiten Hälfte des 14. Jahrhunderts. Daran anschließend steht ein schlichtes klassizistisches Kirchengebäude nach Norden ausgerichtet, mit einem Langhaus mit Rundbogenfenstern und einem breiten Chor mit geradem Schluss. Die Südfront des Langhauses zeigt sich mit einem seichten übergiebelten Mittelrisalit mit einem Hauptportal mit flankierenden Doppelpfeilern. Im Westen schließt über Rundbogen ein Verbindungsgang mit kleinen gotischen Fenstern zum Pfarrhof an.
An das rechteckige dreijochige Langhausinnere mit einem schmalen Emporenjoch schließt ein leicht eingezogener Chor mit geradem Schluss an. Die Wände sind mit eingezogenen Doppelwandpfeilern gegliedert, darüber schließen korbbogenartige Doppengurtbögen mit Platzlgewölben an, welche moderne barockisierende Stuckkartuschen tragen. Im nördlichen Langhausbereich öffnet sich das Langhaus östlich zum spitztonnengewölbten romanischen Turmquadrat und flankiert zu den gotischen Seitenschiffen und heutigen Seitenkapellen unter Netzrippengewölben aus der zweiten Hälfte des 15. Jahrhunderts. Nach dem Turmquadrat zeigt sich ein hoch proportionierter einjocher Chor mit einem Fünfachtelschluss aus der zweiten Hälfte des 14. Jahrhunderts. Die Anläufe des Kreuzrippengewölbe tragen barocke Stuckreliefs geflügelter Engelköpfe aus dem vierten Viertel des 17. Jahrhunderts. In der Nordwand ist ein Schulterportal zur alten Sakristei und eine rundbogige Sakramentsnische mit einem Blendmaßwerkrelief darübern und mit einem reichen Schmiedeeisengitter aus der zweiten Hälfte des 15. Jahrhunderts.
Die Seitenwände des Chorjoches zeigen 1996 aufgedeckte spätnazarenische Wandmalereien in gemalten spitzbogenüberwölbten Rahmen, welche 1868 von Joseph Kastner (ein Schüler von Joseph von Führich) unter Mithilfe wohl seiner Tochter Maria Kastner ausgeführt wurden. Die Wandmalerei zeigt im Norden die Krönung Mariens mit alttestamentarischen Propheten und Gestalten mit den 24 Königen oder Ältesten der Apokalypse und Engeln und Heiligen, im Süden Mariä Himmelfahrt mit den Aposteln am offenen Grab, darüber eine Engelsglorie, im Bogenfeld Maria mit Christus im Himmel empfangen, bezeichnet mit Maria Kastner.
Die Glasmalerei zeigt in der südlichen Seitenkapelle ein späthistoristisches Ornamentfenster mit 1901, die Fenster in der östlichen Langhauswand zeigen im Jugendstil zum 60. Regierungsjubiläum Kaiser Franz Josefs Porträts, Wappen der Monarchie und eine stilisierte Landschaft mit einer Ansicht der Pottensteiner Tuchfabrik mit 1910, die Fenster in der westlichen Langhauswand zeigen späthistoristisch Mariä Himmelfahrt mit 1910, den jungen Christus in der Werkstatt seines Ziehvaters mit 1908, Verkündigung mit 1909. Das Südfenster im gotischen Chorhaupt zeigt Szenen aus dem Marienleben von Lucia Jirgal (1934).
Außen an der südlichen Seitenkapelle ist ein Priestergrabstein eingebaut, mit einer barocken Kartusche mit Inschrift und 1787. Unter dem südöstlichen Fenster des Chorpolygons ist ein Grabmal des Braumeisters in Fahrafeld Martin Schildknecht gestorben 1783 mit einer Kartusche mit zwei trauernden Putti. Unter dem vermauerten mittleren Chorfenster ist ein Kruzifix mit den Assistenzfiguren hll. Johannes und Magdalena aus der Mitte des 18. Jahrhunderts.

## Ausstattung

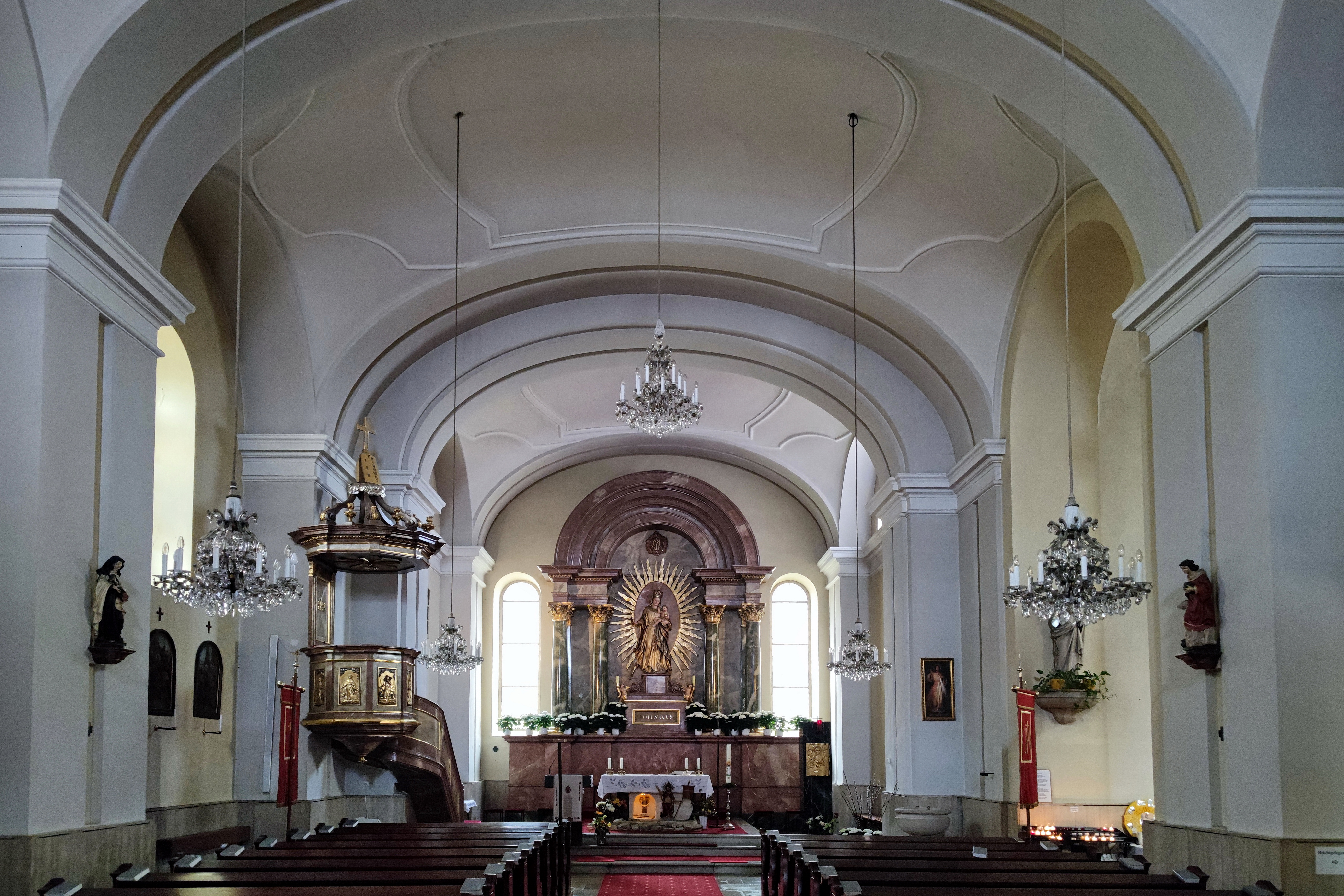
Wallfahrtskirche Pottenstein: Langhaus zum Chor

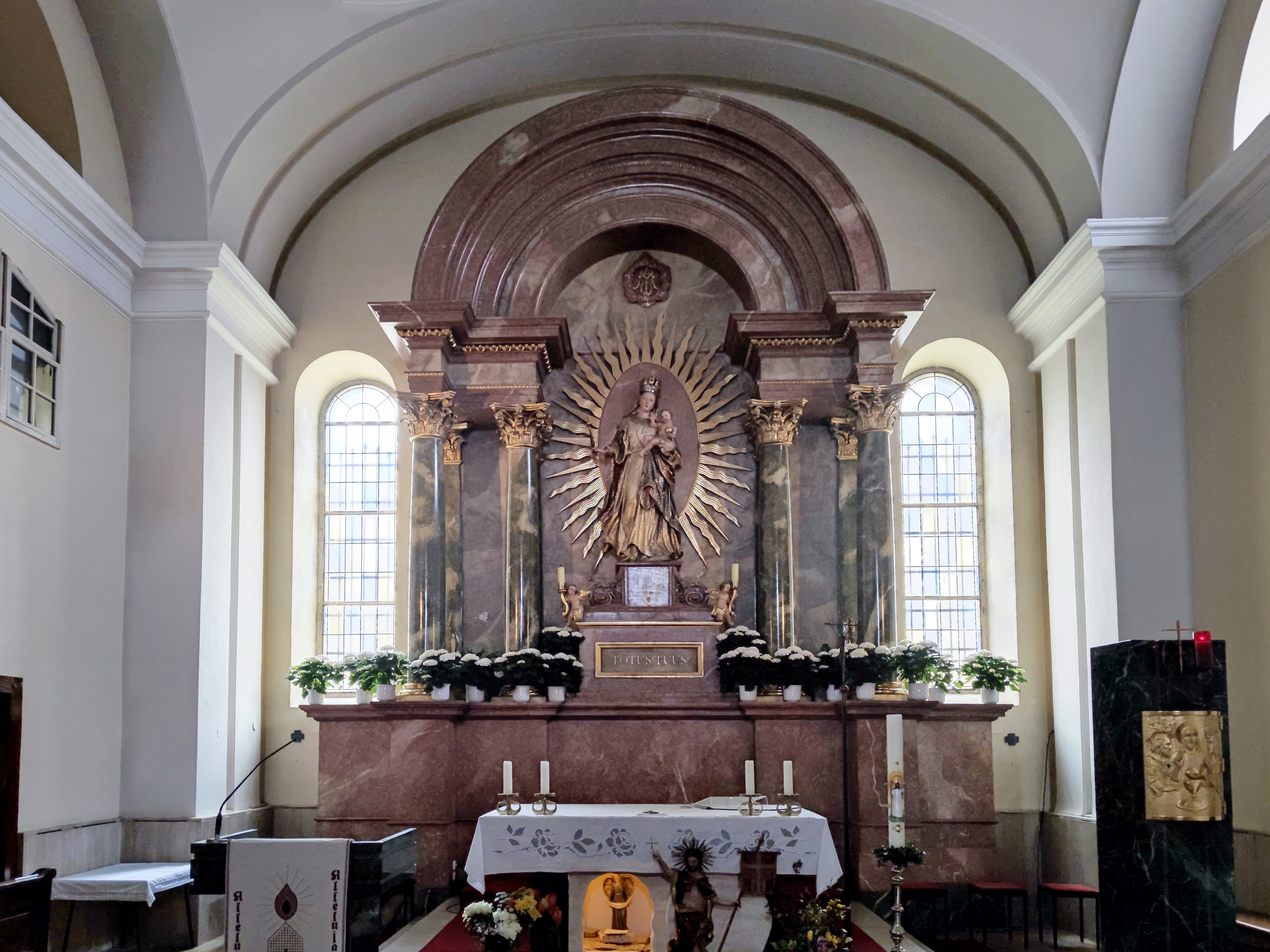
Wallfahrtskirche Pottenstein: Hochaltar

Der Hochaltar des Altbaues aus 1687 wurde in der Mitte des 19. Jahrhunderts mit einer Verkleinerung der Mittelnische und klassizistischen Appliken verändert und 1846, 1910 und 1996 renoviert. Das mächtige Säulenretabel auf einem hohen Sockel hat eine Rundbogennische unter einem gesprengten Segmentbogengiebel und darüber einen Säulenaufsatz flankiert von schrägen Seitenteilen mit hochrechteckigen Fensteröffnungen und einer abschließenden Säulenstellungen. In der Mittelnische, deren Marienfigur auf den Hochaltar des Neubaues übertragen wurde steht nun eine Figur hl. Sebastian flankiert rechts hl. Rochus, beide hierher übertragen vom ehemaligen Pestaltar aus dem ersten Viertel des 18. Jahrhunderts, flankiert links hl. Rosalia aus der Mitte des 19. Jahrhunderts, in den Flanken stehen überlebensgroße Statuen in Polierweiß hll. Joachim und Anna aus dem vierten Viertel des 17. Jahrhunderts, auf den seitlichen Gebälkkröpfen die Statuen hll. Franziskus und Aloysius aus dem ersten Viertel des 18. Jahrhunderts, der segmentbogenüberwölbte Säulenaufsatz mit seitlichen Akantusranken zeigt das Auszugsbild Dreifaltigkeit und trägt in Polierweiß die Figuren Erzengel Michael als Seelenwäger und zwei sitzende Engel aus dem vierten Viertel des 17. Jahrhunderts.
Der Hochaltar des Neubaues aus 1844 auf einem hohen Sockel hat einen klassizistischen Säulenaufbau triumphbogenartig überwölbt mit der übertragenen Statue Maria im Strahlenkranz auf einem barocken Sockel aus dem zweiten Viertel des 18. Jahrhunderts und einer Fassung aus der Mitte des 19. Jahrhunderts.
Das Kruzifix an der östlichen Langhauswand ist aus dem 17. Jahrhundert. Die Kreuzwegbilder in der Art des Joseph von Führich entstand im dritten Viertel des 19. Jahrhunderts.
Die Orgel baute 1992 die Orgelbau M. Walcker-Mayer hinter einem klassizistischen Orgelprospekt auf der vorgewölbten Orgelempore aus 1847 und breit gelagert unter einem Giebel mit einem Auge Gottes. Eine Glocke nennt Jacob de Romet 1695.

## Karner

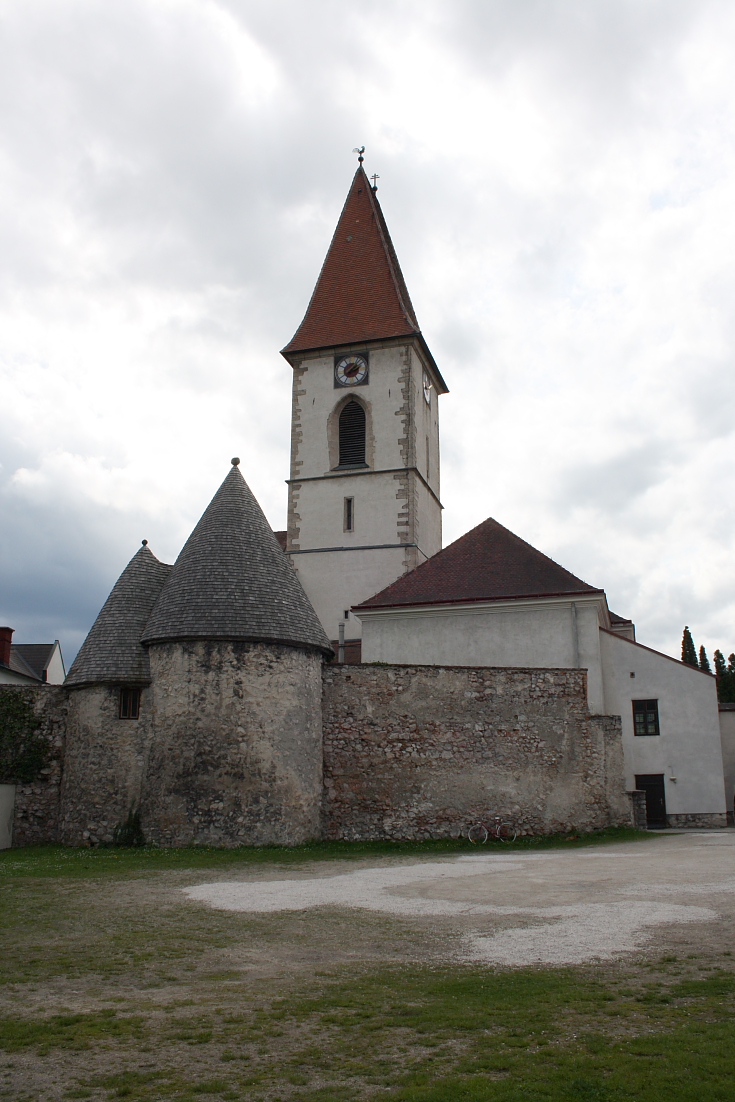
Karner mit zwei Kegeldächern im Verbund mit einer hohen wehrhaften Einfriedung

Der Karner aus dem Ende des 12. Jahrhunderts steht nördlich des Altchores im Verbund mit der wehrhaften Ummauerung des ehemaligen Friedhofes, er ist zweigeschoßig, hat einen kreisrunden Grundriss mit einer überhalbkreisförmigen Apsis im Osten, beide unter gemauerten leicht bombierten verschieden hohen Kegeldächern, mit Steinkugeln bekrönt.
Im Untergeschoß ist das Ossarium mit einem Kuppelgewölbe mit im 18. Jahrhundert ausgebrochenen rechteckigen Tür- und Fensteröffnungen. Die Kapelle im Obergeschoß mit einem Kuppelgewölbe ebenfalls mit späteren ausgebrochenen oder vergrößerten Tür- und Fensteröffnungen zeigt eine ursprüngliche Wandmalerei aus dem Anfang des 13. Jahrhunderts, die Malerei in Fragmenten erhalten zeigt in der Apsis die Darstellung eines Bischofs. An der Außenwand ist ein hölzernes Epitaph zum Musiklehrer Johann Tonabauer mit überkreuzten Blockflöten aus 1781.